# Der Fall Teckmann
Der Fall Teckmann (Originaltitel: The Teckman Mystery) ist ein britischer Kriminalfilm aus dem Jahr 1957. Er basiert auf einem 1953/54 von der BBC ausgestrahlten sechsteiligen Fernsehspiel, das ebenfalls von Francis Durbridge geschrieben wurde und den Titel The Teckman Biography trug.

## Handlung
Philip Chance soll eine Biographie über einen Testpiloten namens Martin Teckman schreiben, der bei einem Flugunfall ums Leben gekommen ist. Bei seinen Recherchen stellt sich heraus, dass vieles nicht stimmt. Außerdem lernt er die Schwester des Toten, Helen, kennen. Als Philip noch mehr über das Unglück bei dem Testflug herausfindet, beginnt eine Mordserie. Ein seltsames Flugzeugmodell spielt dabei ebenfalls eine Rolle und Scotland Yard nimmt die Ermittlungen auf. Die Enthüllung, wer hinter dem ganzen steckt, findet auf der Tower Bridge statt und ist äußerst verblüffend.

## Kritiken
„Insgesamt hat ‚Der Fall Teckman‘ […] eine typische Durbridge-Story und natürlich – neben den ganzen typischen Durbridge-Verwicklungen – eine mehr als überraschende Auflösung. Kinofilmbedingt werden hier nicht alle Rätsel gelüftet.“

„Unglaubwürdige Spannungsstory des TV-Autors Durbridge (‚Das Halstuch‘).Lexikon des internationalen Films“

## Sonstiges
Basiert auf dem Durbridge-Sechsteiler The Teckman Biography, den die BBC zwischen dem 25. Dezember 1953 und dem 30. Januar 1954 ausstrahlte. Regie führte dort Alvin Rakoff. Durbridge arbeitete selbst am Drehbuch mit. In dem Artikel Durbridge und das Kino schreibt Georg Pagitz über den Film:

„Durch die Mitarbeit am Drehbuch hält sich die Filmstory in weiten Zügen ziemlich an das sechsteilige Fernsehspiel. Die letzten rund zwanzig Minuten weichen allerdings stark vom Original ab.
Alvin Rakoff, der Regisseur des zugrundeliegenden Fernseh-Sechsteilers The Teckman Biography beklagt im Januar 2020 in einem Gespräch mit mir, dass der Kinofilm eine einfache Kopie des Fernsehspiels gewesen sei. Der 1923 geborene Kanadier erzählt hierzu: »Die Kinoverfilmung Der Fall Teckman verärgerte mich sehr. Sie ließen das Wendy Toye machen und ich denke, das war falsch. Sie war die falsche Person, sie hatte keine Erfahrung als Regisseurin. Ich weiß nicht, warum der Produzent es ihr übergab und nicht mir. Er war von Anfang an ein Fan des Mehrteilers gewesen, aber er kontaktierte mich niemals. Ich wurde einmal von seinem Assistenten angesprochen, aber nie von ihm selbst. Und dann hörte ich plötzlich, dass Wendy Toye es inszenieren sollte. Ich fand es sehr empörend und finde es noch immer ärgerlich, denn sie kopierte alles. Sie versuchte die Fernsehadaption zu imitieren. Ich glaube jedoch, es ist ein Unterschied, ob man fürs Fernsehen im Wohnzimmer oder für das Kino dreht. Der Film war nicht gut inszeniert. Er war wie ein Bühnenstück, Leute kamen in den Raum und gingen. Im Vorspann ist außerdem auch der Shadow Waltz – meine Titelmelodie – zu hören, das zeigt nur, wie viel sie von mir gestohlen haben. Das war unmoralisch. Für die große Leinwand hätte es mehr Außenaufnahmen geben müssen oder Drehs in verschiedenen Erdteilen. Einzig die Szene auf der Towerbridge und im Tower of London gab es in der Fernsehproduktion nicht, das wäre zu umständlich gewesen. Ich ging mir den Film damals anschauen, aber ich verließ ihn während der Vorstellung, weil er mich so ärgerte. Die haben alles imitiert, was ich im Fernsehen gemacht hatte. Ich sagte damals auch zu Francis Durbridge, dass es ein Remake des Fernsehspiels sei.«“

Der Film wurde im Januar 1960 erstmals in der BRD im Fernsehen gezeigt.
Das Originaldrehbuch zum zugrundeliegenden TV-Sechsteiler wurde im September 2023 bei Williams & Whiting als 18. Band der Durbridge-Edition veröffentlicht. Es enthält auch zahlreiche Informationen und Kritiken zu dem Kinofilm.

## Synchronsprecher
Die Berliner Synchron GmbH von Wenzel Lüdecke war verantwortlich für die deutsche Synchronfassung.
| Original          | Deutsche Fassung       | Rolle            |
| ----------------- | ---------------------- | ---------------- |
| John Justin       | Ottokar Runze          | Philip Chance    |
| Margaret Leighton | Edith Schneider        | Helen Teckman    |
| Michael Medwin    | Wolfgang Draeger       | Martin Teckmann  |
| George Coulouris  | Paul Wagner            | Garvin           |
| Roland Culver     | Friedrich Schoenfelder | Inspektor Harris |
| Duncan Lamont     | Holger Hagen           | Inspektor Hilton |
| Meier Tzelniker   | Alfred Balthoff        | John Rice        |
| Harry Locke       | Gerd Duwner            | Leonard          |
| Raymond Huntley   | Siegfried Schürenberg  | Maurice Miller   |
| Jane Wenham       | Ilse Kiewiet           | Ruth Wade        |
| Warwick Ashton    | Heinz Giese            | Sergeant Blair   |

## DVD-Veröffentlichungen
Der Film erschien 2014 auf DVD bei Filmjuwelen.

## Belege
1. ↑   Freigabebescheinigung für Der Fall Teckmann. Freiwillige Selbstkontrolle der Filmwirtschaft, September 2015 (PDF; Prüfnummer: 154 045 V).
2. ↑  krimiserien.heimat.eu
3. ↑  tv-krimis.info
4. ↑  Der Fall Teckmann. In: Lexikon des internationalen Films. Filmdienst, abgerufen am 11. September 2022.
5. ↑  Georg Pagitz: Durbridge und das Kino: realisierte und nicht realisierte Projekte in: Durbridge, Francis: Schritt ins Dunkel, Williams & Whiting, Hurstpierpoint, 2022, Seite 183–184, ISBN 978-1-912582-67-9
6. ↑  williamsandwhiting.com
7. ↑  Der Fall Teckmann. In: Deutsche Synchronkartei. Abgerufen am 5. August 2024.